# Arrondissement d'Épinal
L'arrondissement d'Épinal est une division administrative française, située dans le département des Vosges et la région Grand Est.
Les principales aires urbaines sont Épinal et Remiremont.

## Composition

### Composition avant 2015
- canton de Bains-les-Bains qui regroupe 12 communes :
  - Bains-les-Bains, Fontenoy-le-Château, Grandrupt-de-Bains, Gruey-lès-Surance, Harsault, Hautmougey, La Haye, Le Magny, Montmotier, Trémonzey, Vioménil et Les Voivres.

- canton de Bruyères qui regroupe 30 communes :
  - Aydoilles, Beauménil, Bruyères, Champ-le-Duc, Charmois-devant-Bruyères, Cheniménil, Destord, Deycimont, Docelles, Dompierre, Fays, Fiménil, Fontenay, Girecourt-sur-Durbion, Grandvillers, Gugnécourt, Laval-sur-Vologne, Laveline-devant-Bruyères, Laveline-du-Houx, Lépanges-sur-Vologne, Méménil, La Neuveville-devant-Lépanges, Nonzeville, Padoux, Pierrepont-sur-l'Arentèle, Prey, Le Roulier, Sainte-Hélène, Viménil et Xamontarupt.

- canton de Charmes qui regroupe 26 communes :
  - Avillers, Avrainville, Battexey, Bettoncourt, Bouxurulles, Brantigny, Chamagne, Charmes, Essegney, Évaux-et-Ménil, Florémont, Gircourt-lès-Viéville, Hergugney, Langley, Marainville-sur-Madon, Pont-sur-Madon, Portieux, Rapey, Rugney, Savigny, Socourt, Ubexy, Varmonzey, Vincey, Vomécourt-sur-Madon et Xaronval.

- canton de Châtel-sur-Moselle qui regroupe 23 communes :
  - Badménil-aux-Bois, Bayecourt, Châtel-sur-Moselle, Chavelot, Damas-aux-Bois, Domèvre-sur-Durbion, Frizon, Gigney, Girmont, Hadigny-les-Verrières, Haillainville, Igney, Mazeley, Moriville, Nomexy, Oncourt, Pallegney, Rehaincourt, Sercœur, Thaon-les-Vosges, Vaxoncourt, Villoncourt et Zincourt.

- canton de Dompaire qui regroupe 30 communes :
  - Les Ableuvenettes, Ahéville, Bainville-aux-Saules, Bazegney, Begnécourt, Bettegney-Saint-Brice, Bocquegney, Bouxières-aux-Bois, Bouzemont, Circourt, Damas-et-Bettegney, Derbamont, Dompaire, Gelvécourt-et-Adompt, Gorhey, Gugney-aux-Aulx, Hagécourt, Harol, Hennecourt, Jorxey, Légéville-et-Bonfays, Madegney, Madonne-et-Lamerey, Maroncourt, Racécourt, Regney, Saint-Vallier, Vaubexy, Velotte-et-Tatignécourt et Ville-sur-Illon.

- canton d'Épinal-Est qui regroupe 11 communes :
  - Arches, Archettes, La Baffe, Deyvillers, Dignonville, Dinozé, Dogneville, Épinal (fraction de commune), Jeuxey, Longchamp et Vaudéville.

- canton d'Épinal-Ouest qui regroupe 13 communes :
  - Chantraine, Chaumousey, Darnieulles, Domèvre-sur-Avière, Dommartin-aux-Bois, Épinal (fraction de commune), Fomerey, Les Forges, Girancourt, Golbey, Renauvoid, Sanchey et Uxegney.

- canton de Plombières-les-Bains qui regroupe 4 communes :
  - Bellefontaine, Girmont-Val-d'Ajol, Plombières-les-Bains et Le Val-d'Ajol.

- canton de Rambervillers qui regroupe 29 communes :
  - Anglemont, Autrey, Bazien, Brû, Bult, Clézentaine, Deinvillers, Domptail, Doncières, Fauconcourt, Hardancourt, Housseras, Jeanménil, Ménarmont, Ménil-sur-Belvitte, Moyemont, Nossoncourt, Ortoncourt, Rambervillers, Romont, Roville-aux-Chênes, Saint-Benoît-la-Chipotte, Sainte-Barbe, Saint-Genest, Saint-Gorgon, Saint-Maurice-sur-Mortagne, Saint-Pierremont, Vomécourt et Xaffévillers.

- canton de Remiremont qui regroupe 16 communes :
  - Cleurie, Dommartin-lès-Remiremont, Éloyes, Faucompierre, La Forge, Jarménil, Pouxeux, Raon-aux-Bois, Remiremont, Saint-Amé, Saint-Étienne-lès-Remiremont, Saint-Nabord, Le Syndicat, Tendon, Le Tholy et Vecoux.

- canton de Saulxures-sur-Moselotte qui regroupe 10 communes :
  - Basse-sur-le-Rupt, La Bresse, Cornimont, Gerbamont, Rochesson, Sapois, Saulxures-sur-Moselotte, Thiéfosse, Vagney et Ventron.

- canton du Thillot qui regroupe 8 communes :
  - Bussang, Ferdrupt, Fresse-sur-Moselle, Le Ménil, Ramonchamp, Rupt-sur-Moselle, Saint-Maurice-sur-Moselle et Le Thillot.

- canton de Xertigny qui regroupe 8 communes :
  - La Chapelle-aux-Bois, Charmois-l'Orgueilleux, Le Clerjus, Dounoux, Hadol, Uriménil, Uzemain et Xertigny.

### Découpage communal entre 2015 et 2024
Depuis 2015, le nombre de communes des arrondissements varie chaque année soit du fait du redécoupage cantonal de 2014 qui a conduit à l'ajustement de périmètres de certains arrondissements, soit à la suite de la création de communes nouvelles.
La composition de l'arrondissement est modifiée par l'arrêté du 24 octobre 2018 prenant effet au 1er janvier 2019.
Le nombre de communes de l'arrondissement d'Épinal est ainsi de 218 en 2015, 216 en 2016, 214 en 2017 et 236 en 2019.

### Découpage communal depuis 2024
La composition de l'arrondissement est modifiée par l'arrêté préfectoral du 15 septembre 2023 prenant effet au 1er janvier 2024, le nombre de communes passant de 236 à 140.
Au 1er janvier 2024, l'arrondissement groupe les 140 communes suivantes :
1. Anglemont
2. Arches
3. Archettes
4. Autrey
5. Aydoilles
6. Badménil-aux-Bois
7. La Baffe
8. Basse-sur-le-Rupt
9. Bayecourt
10. Bazien
11. Bellefontaine
12. Brantigny
13. La Bresse
14. Brû
15. Bult
16. Bussang
17. Chamagne
18. Chantraine
19. La Chapelle-aux-Bois
20. Charmes
21. Charmois-l'Orgueilleux
22. Châtel-sur-Moselle
23. Chaumousey
24. Chavelot
25. Le Clerjus
26. Cleurie
27. Clézentaine
28. Cornimont
29. Damas-aux-Bois
30. Darnieulles
31. Deinvillers
32. Deyvillers
33. Dignonville
34. Dinozé
35. Dogneville
36. Domèvre-sur-Avière
37. Domèvre-sur-Durbion
38. Dommartin-lès-Remiremont
39. Dompierre
40. Domptail
41. Doncières
42. Dounoux
43. Éloyes
44. Épinal
45. Essegney
46. Fauconcourt
47. Ferdrupt
48. Florémont
49. Fomerey
50. Fontenoy-le-Château
51. La Forge
52. Les Forges
53. Fresse-sur-Moselle
54. Frizon
55. Gerbamont
56. Gigney
57. Girancourt
58. Girmont-Val-d'Ajol
59. Golbey
60. Gruey-lès-Surance
61. Hadigny-les-Verrières
62. Hadol
63. Haillainville
64. Hardancourt
65. La Haye
66. Hergugney
67. Housseras
68. Igney
69. Jarménil
70. Jeanménil
71. Jeuxey
72. Langley
73. Longchamp
74. Mazeley
75. Ménarmont
76. Le Ménil
77. Ménil-sur-Belvitte
78. Montmotier
79. Moriville
80. Moyemont
81. Nomexy
82. Nossoncourt
83. Ortoncourt
84. Padoux
85. Pallegney
86. Plombières-les-Bains
87. Portieux
88. Pouxeux
89. Rambervillers
90. Ramonchamp
91. Raon-aux-Bois
92. Rehaincourt
93. Remiremont
94. Renauvoid
95. Rochesson
96. Romont
97. Roville-aux-Chênes
98. Rugney
99. Rupt-sur-Moselle
100. Saint-Amé
101. Sainte-Barbe
102. Saint-Benoît-la-Chipotte
103. Saint-Étienne-lès-Remiremont
104. Saint-Genest
105. Saint-Gorgon
106. Sainte-Hélène
107. Saint-Maurice-sur-Mortagne
108. Saint-Maurice-sur-Moselle
109. Saint-Nabord
110. Saint-Pierremont
111. Sanchey
112. Sapois
113. Saulxures-sur-Moselotte
114. Savigny
115. Sercœur
116. Socourt
117. Le Syndicat
118. Tendon
119. Thaon-les-Vosges
120. Thiéfosse
121. Le Thillot
122. Trémonzey
123. Ubexy
124. Uriménil
125. Uxegney
126. Uzemain
127. Vagney
128. Le Val-d'Ajol
129. Vaudéville
130. Vaxoncourt
131. Vecoux
132. Ventron
133. Villoncourt
134. Vincey
135. La Vôge-les-Bains
136. Les Voivres
137. Vomécourt
138. Xaffévillers
139. Xertigny
140. Zincourt

## Histoire
Les cantons de Bains-les-Bains, Charmes, Darney, Dompaire et Monthureux-sur-Saône ont été ajoutés par la loi du 10 septembre 1926, issus de l'ancien arrondissement de Mirecourt ainsi que tous les cantons de l'ancien arrondissement de Remiremont. Ceux de Darney et Monthureux-sur-Saône rejoignent ensuite l'arrondissement de Neufchâteau le 1er janvier 2013.

## Démographie
En 2022, l'arrondissement comptait 187 306 habitants.
| 1968    | 1975    | 1982    | 1990    | 1999    | 2006    | 2011    | 2016    | 2021    |
| ------- | ------- | ------- | ------- | ------- | ------- | ------- | ------- | ------- |
| 216 439 | 223 491 | 223 851 | 220 106 | 218 232 | 225 529 | 217 751 | 214 314 | 187 993 |

| 2022    | - | - | - | - | - | - | - | - |
| ------- | - | - | - | - | - | - | - | - |
| 187 306 | - | - | - | - | - | - | - | - |

## Administration
L'arrondissement est administré par le secrétaire général de la préfecture
| Période | Période  | Identité       | Fonction précédente | Observation |
| ------- | -------- | -------------- | ------------------- | ----------- |
|         |          |                |                     |             |
| 1998    | 2000     | Christophe Bay |                     |             |
|         |          |                |                     |             |
| 2018    | En cours | Julien Le Goff |                     |             |